# نونو تاوارس
نونو آلبرتینو وارلا تاوارس (انگلیسی: Nuno Albertino Varela Tavares؛ زادهٔ ۲۶ ژانویه ۲۰۰۰) یک بازیکن فوتبال اهل پرتغال است که برای لاتزیو در سری آ بازی می کند.